# Солья, Джованни
Джованни Солья Черони (итал. Giovanni Soglia Ceroni; 10 октября 1779, Касола-Вальсенио, Папская область — 12 августа 1856, Озимо, Папская область) — итальянский куриальный кардинал. Титулярный архиепископ Эфеса со 2 октября 1826 по 6 апреля 1835. Секретарь Священной Конгрегации образования в 1834. Секретарь Священной Конгрегации по делам епископов и монашествующих с 23 июня 1834 по 6 апреля 1835. Титулярный латинский патриарх Константинопольский с 6 апреля 1835 по 18 февраля 1839. Епископ Озимо и Чиньоли, с персональным титулом архиепископа, с 18 февраля 1839. Государственный секретарь Святого Престола с 4 июня по 29 ноября 1848. Кардинал in pectore с 12 февраля 1838 по 18 февраля 1839. Кардинал-священник с 18 февраля 1839, с титулом церкви Санти-Куаттро-Коронати с 21 февраля 1839. 